# The Bouncer
The Bouncer, conocido en Japón como Bouncer (バウンサー Baunsā?), es un videojuego de rol y Beat'em up desarrollado por DreamFactory y publicado por Squaresoft. Fue el primer videojuego de Squaresoft para la consola PlayStation 2 y se puso a la venta en Japón el 23 de diciembre de 2000. Fue distribuido en América del Norte el 5 de marzo de 2001 y en Europa el 22 de junio de 2001.
Al contrario que otros títulos de Square, The Bouncer no es el clásico videojuego de rol por turnos, aunque el epicentro del juego sí que puede ser considerado como juego de rol, ya que los personajes acumulan puntos de experiencia que les permiten mejorar sus características y aprender nuevos movimientos de combate. Su jugabilidad es muy al estilo de los Beat'em up, el jugador debe derrotar a los enemigos en tiempo real a base de técnicas de artes marciales, a medida que la historia se desarrolla mediante numerosos vídeos. Según el personaje que escoja el jugador, podrá ver ciertas cosas de la historia u otras, además de desbloquear algunos personajes adicionales para el resto de modos de juego. Del mismo modo, utilizar a un personaje u otro, y realizando determinadas acciones a lo largo de la aventura, ciertos acontecimientos futuros pueden variar, lo que proporciona un juego con muchas variantes argumentales y distintos desenlaces que requieren varias partidas para conocer todas las posibilidades.

## Historia
El grupo Mikado es una multinacional especializada en el comercio de todo tipo. Su poder es tal que controla gran parte del mercado. En los barrios de Dog Street hay muchos bares vigilados por porteros de seguridad conocidos como "Bouncers" (lo que en España es conocido como "gorilas"). En uno de los bares más conocidos, el Bar Fate, trabajan Sion, Kou y Volt, compañeros "Bouncers" y amigos. En una noche como otra cualquiera, Dominique, la novia de Sion, acude al bar para visitar a éste, pero es secuestrada por las fuerzas especiales del Grupo Mikado, a pesar de que los chicos intentaron por todos los medios impedirlo, pero los enemigos eran demasiado numerosos. Tras tomar la decisión, Sion, Volt y Kou se embarcan en la misión de rescatar a Dominique y acabar con Dauragon C. Mikado, el líder del grupo Mikado, que prepara un arma espacial con un gran poder de destrucción y que debe ser detenida.

## Personajes

### Principales
Sion Barzhad: Se puede decir que es el líder del grupo y el protagonista del juego. Posee un aspecto que recuerda al de Squall Leonheart del videojuego Final Fantasy VIII y a Sora de Kingdom Hearts (ambos de Square) . Encontró a Dominique abandonada en la calle en un día lluvioso y decidió acogerla. Desde entonces, mantienen una relación. Valiente y temerario, Sion se describe asimismo como un simple Bouncer el cual hace su trabajo, pero sus actos dicen otra cosa distinta. Al final del juego, durante su turno de guardia en el bar, recuerda las enseñanzas de su maestro, Wong, y luego llega Dominique, a la cual le da las gracias por el colgante que le regaló. Es un luchador de kenpō.
Kou Leifoh: También trabaja en el bar donde trabajan Sion y Volt, pero en realidad es un agente especial encubierto, enviado para investigar a Dominique. A pesar de ello, se preocupa mucho por sus compañeros y les tiene un gran cariño. Durante su turno de guardia en el bar, recibe una llamada de Leann Caldwell, una compañera suya y va a enfrentarla por órdenes de sus jefes. Tras ganar, Leann le comunica que puede seguir trabajando en el bar y se marcha. Es un luchador de Tae Kwon Do.
Volt Krueger: Es el más fuerte del grupo. Silencioso, taciturno y astuto, Volt fue por un tiempo uno de los hombres de Mikado, hasta que fue traicionado por Echidna que estaba a su mando. Fue el guardaespaldas del anterior presidente de Mikado, razón por la cual sabe mucho acerca de la corporación y sus trapos sucios. Domina la Lucha Libre profesional. Al final del juego, durante su turno de guardia en el bar, llega Dominique, la cual le dice que tiene mejor cara que antes. Más tarde llega Echidna, la cual le pregunta si hay sitio para otro Bouncer en el bar.
Dominique Cross: Es la hermana pequeña de Dauragon, y novia de Sion. Ella murió años atrás y fue "resucitada" en forma de ciborg para poder sobrevivir, gracias a la corporación Mikado. Pero la verdad es que su conversión solo sirvió para crear a un arma de destrucción total. Dominique se escapó y conoció a Sion, quien cuidó de ella desde entonces.

### El grupo Mikado
Dauragon Cross Mikado: Cuando era niño intentó salvar a su hermana que estaba muy enferma. En una noche lluviosa y tormentosa, Dauragon intentó llevar a su hermana al hospital, pero al llegar, los médicos negaron su petición. A los pocos días de aquel triste momento, su hermana murió, lo que provocó que el odio hacia el mundo dentro de Dauragon creciese. El director de Mikado lo adoptó como hijo y lo convirtió en un hombre digno de la familia Mikado sin saber cuales serían sus verdaderas intenciones al recuperar a su hermana. Al final del juego, muere en el espacio tras una dura pelea contra los Bouncers.
Echidna: Supervisora del grupo Mikado desde que traicionó a Volt para hacerse con el poder. Es una experta en el arte del Capoeira. Fue la única miembro de Mikado en sobrevivir. Tras ser derrotada, buscó y consiguió trabajo en el bar donde trabajan los chicos como Bouncer.
Mugetsu: Jefe de las fuerzas especiales de Mikado, Mugetsu es un poco esquizofrénico debido a que le sometieron a una lobotomía extrema y le insertaron un chip para mejorar sus habilidades (nótese que el experimento salió mal). Tiene un esqueleto muy flexible y no soporta nada que lo derroten. Fue muerto al final cuando los chicos se enfrentaron a él en una plataforma voladora y cayó contra uno de los motores, quemándose vivo.
Kaldea Orchid: Una mujer bella con la capacidad de convertirse en pantera y siempre está al lado de Dauragon. Según los datos que encuentra Sion en un ordenador, Kaldea podría ser su exnovia, que murió en un accidente y Dauragon hizo que volviera a la vida con apariencia adulta, por lo que Sion no la reconoce hasta el final. Muere a manos de Duragon, que dijo que "no necesitaba de la compasión de una inútil máquina".
PD-4: un androide capaz de extender su brazo cuyos dedos poseen en cada falange una cuchilla mortal. Es un experto en Muay Thai. Fue derrotado por los chicos y más tarde aparecieron cuatro más, que fueron destruidos por Dominique, la cual demostró su verdadero aspecto y poder.

## Banda sonora
Las banda sonora del juego fue compuesta por la compositora Noriko Matsueda, y posee un estilo muy cinematográfico, aunque bastantes temas son de corte electrónico.
El tema principal de The Bouncer posee dos versiones, y el jugador puede escuchar uno u otro dependiendo del idioma de las voces que tenga configurado en el menú de "Opciones".
- Japonés: El tema se titula Forevermore, interpretado por Reiko Noda, y es una versión del tema Owaranaimono de Ryoko Moriyama, original del año 1967.
- Inglés: La versión en inglés es una adaptación de la anterior, con una letra totalmente distinta y un ritmo algo más comercial. El tema se titula Love is a Gift y está interpretado por la cantante Shanice Wilson.[1]